# Одяг ацтеків

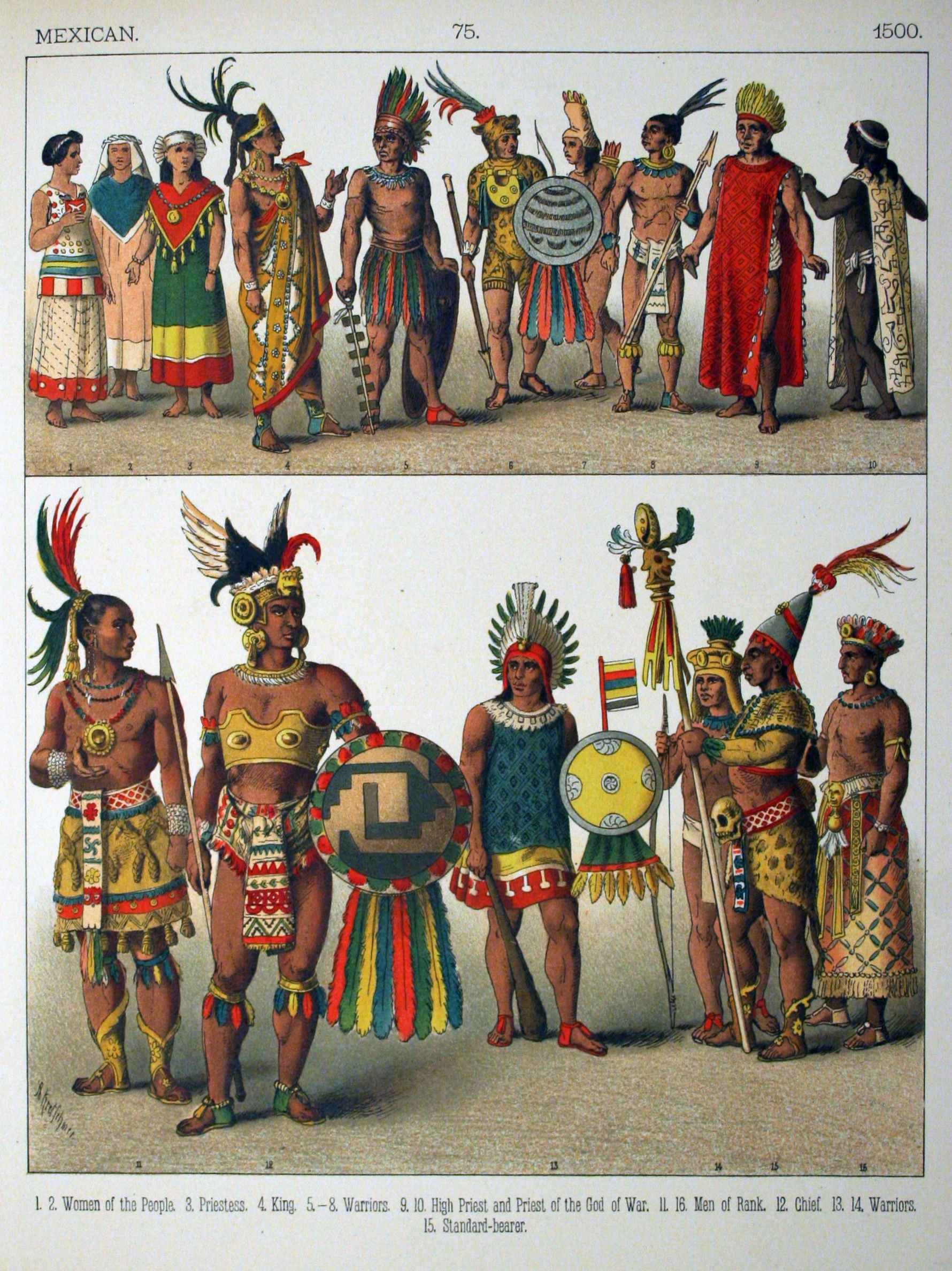
Одяг ацтеків

Одяг ацтеків — сукупність предметів, виробів створених в Потрійному союзі, якими покривали своє тіло різні верстви населення ацтекського суспільства. Складався переважно зі бавовних, шкіряних виробів, пір'я птахів.

## Сировина
Сировиною для текстильного виробництва служили бавовна, волокна агави, рідше волокна пальми (iztol). Бавовник у Мексиканській долині не вирощувався, тому сирець туди доставляли з південних провінцій імперії.
Як матеріали також використовувалися пух кроликів (tochomitl) і пір'я птахів. Найчастіше використовували пір'я качок і гусей, як диких, так і спеціально для цих цілей розведених. Для виготовлення більш дорогих виробів застосовувалися пір'я екзотичних тропічних або просто більш рідкісних птахів. Їх або доставляли як трофей чи данину, або отримували за посередництвом торгівлі з більш південних областей нинішньої Центральної Америки (переважно з районів сучасного Чіапаса, а також Гватемали). Серед найцінніших і найбільш дорогих були: зелені пір'я кетцалів (quetzal або quetzaltototl), папуги (toztli), рожевої і сірої чаплі (aztatl).

## Ткацтво
Ацтекські ткалі працювали на верстатах двох типів. Один з них (досі використовуваний в окремих місцях Мексики) зафіксовано на малюнках кодексів. При його функціонуванні один кінець з основою прикріплювався до пояса ткалі, а інший — до дерева або стовпа. На півночі Мексики переважно використовувався верстат іншого типу — у вигляді жорсткої рами певних розмірів. Кінцевий продукт в обох випадках являв собою порівняно короткий і вузький шматок тканини, який міг використовуватися без якого-небудь доопрацювання.
Для виготовлення бавовняної нитки використовувалося веретено (tzaualoni) завдовжки 25-30 см, що складається з стрижня і диска (malacatl). Кінець веретена поміщали в посудину, щоб зручніше було обертати, вправні майстрині могли прясти навіть при ходьбі. Диск веретена робили з різних матеріалів, часто прикрашали узорами. Ткацтво в ацтеків перебувала на доволі професійному рівні. Незважаючи на примітивні верстати, вдавалося виробляти одяг вишуканий та якісний.
Найтонші бавовняні тканини вироблялися в м. Тескоко. Більш прості та більш якісні вироблялися у м. Костатлан (розташований за межами Мексиканської долини, на території теперішнього штату Веракрус).
Кроляче хутро спеціально пряли або додавали при прядінні бавовняної нитки. Використовували пух з черевця, тому він не втрачав якостей при пранні, зберігав шовковистість; вироби з пуху кролика були природного кольору або фарбовані.
Перо очищали за допомогою глини, в результаті чого воно ставало м'яким. Після цього його використовували безпосередньо у виробництві тих чи інших виробів. Пір'я ж птахів просто впліталися в тканину в процесі ткацтва, при цьому як додаткове знаряддя використовували голки — шипи агави. Водночас перетворилося на самостійну галузь виробництва з пір'я. Майстри-амантеки (manteca, amantecatl) досягли великих висот. Їхні вироби з пір'я або з їх використанням нерідко з категорії ремісничих по праву потрапляли в розряд творів прикладного мистецтва.
Груба тканина з волокон агави мала набагато більше поширення, ніж вироби з бавовни, оскільки тканина з волокон агави йшла на одяг (як чоловічій, так і жіночій) для основної частини населення країни — членів громади. Після розм'якшення листя агави та витягування з них волокнистих ниток, які бували різної якості і товщини, ацтеки ткали з них полотна доволі високої якості.

## Одяг
Виробництво одягу в ацтеків не включали крою та шиття, оскільки ацтекський одяг складався з незшитих шматків тканини, якими обмотували тіло — пов'язок, плащів, накидок, спідниць. Основу становив одинарний шматок тканини, різниця полягала лише в його розмірі, якості і ціні.
Головним елементом чоловічого одягу була пов'язка на стегнах — машталь (maxtlatl), яка в розгорнутому вигляді нагадувала велику хустку. Іноді її доповнювали прикрасами у вигляді китичок. Інший важливий елемент чоловічого одягу — мантія, або накидка (milmatli, tilma, tilmatl). Накидки різнилися за кольором, якістю, могли мати облямівку, бахрому. Взимку носили накидки, підбиті пером. Заможні ацтеки зазвичай мали 2-3 таких плащі-накидки.
Під час ритуалу сходження на трон великому тлатоані його одягали в найдорожчий одяг, взуття, прикраси, втім на плечі йому накидали плащ з волокон агави, прикрашений золотими деталями.
Основу жіночого одягу становила сорочка-спідниця (huipilli) — типу накидки. Залежно від традицій, матеріального достатку, а також пори року ацтекські жінки надягали одночасно 2-4 таких накидки різної довжини, в результаті на них опинялося декілька виступаючих одна з-під однієї спідниць, перехоплених іноді спеціальним поясом (nelpiloni). Знатні жінки в урочистих випадках надягали особливі шати (quechquemitl), відомі також тим, що ними вбирали статуї богинь. Перший вид одягу переважав на півдні, другий — на півночі й в горах.
Урочистий або ритуальний одяг, створений з використанням пір'я дорогих і рідкісних птахів мав свої спеціальні назви: «божественний костюм» (tequemitl), «костюм з пір'я кетцалів» (quetzalquemitl), «костюм з пір'я колібрі» (uitziliquemitl), «костюм з блакитного пір'я» (xiuhtocoquemitl). У такі шати зазвичай убирали статуї богів.

### Військове вбрання
Важливим елементом урочистих шат були багато прикрашені щити, на яких виділено до 7 видів традиційного орнаменту, з яких найвідомішими були quetzalcuexyo (так званий хуастекський) та quetzalxicalcoliuhqui (так званий грецький). Всі ці вироби виготовлялися в Тлателолько, Петлакалько, Куаутітлані, Точтепеку.

## Головний убор
Головних уборів зазвичай не носили, зав'язуючи при цьому волосся вузлом, але з урахуванням клімату і пори року могли носити головний убір на кшталт шапок з пуху різного кольору.

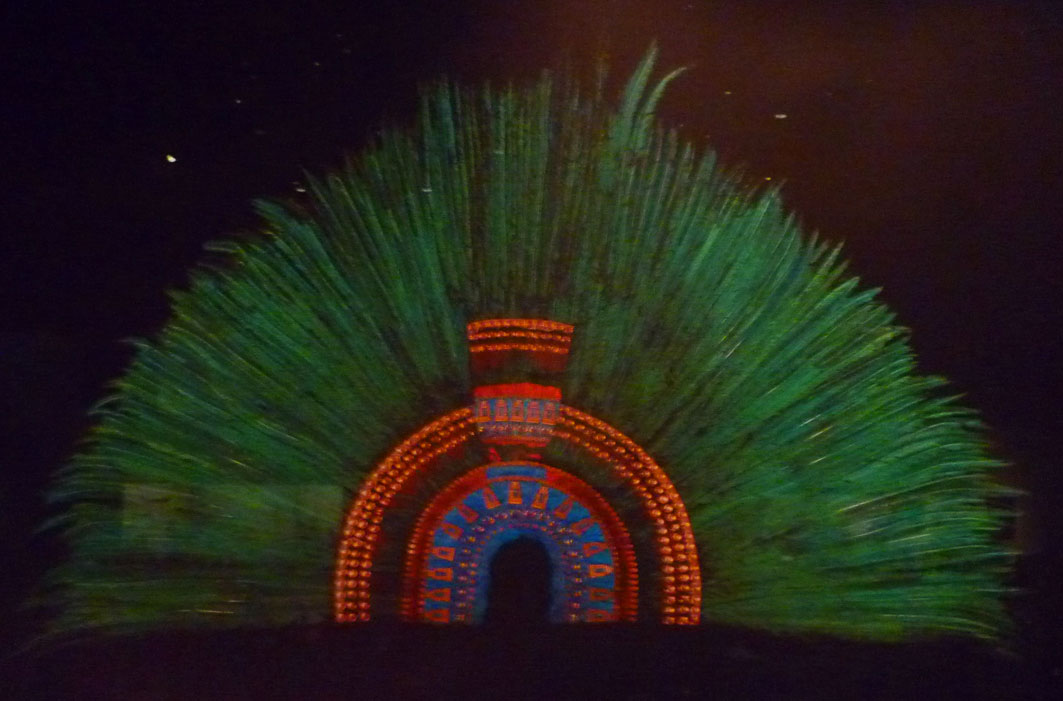
Головний убір ацтеків

Часто з пір'я робили своєрідні прикраси для шоломів знаті, окремі головні убори для жерців, вищої аристократії, тлатоані (голів міст-держав) та великого тлатоані (імператора). Відомі урочисті й церемоніальні головні убори певної форми і виду, що прикріплюється у разі потреби до спини або плечей, які надягали, зокрема, воїни, жерці та ін. Відомо до 12 видів таких головних уборів. Одні з них робилися в наслідування реальним або міфологічним істотам і персонажам (tzitzimit; quaxolotl), інші подібні головні убори були більш вільними за формою (quetzapatzactli).

## Взуття
Простолюдини носили сандалі (cacti), які були зроблені з волокон агави. Більш заможні мешканці імперії, а також вояки носили сандалі із спеціальним захисним покриттям (cosehuatl). Знать та заможні торговці-почтека багато прикрашали своє взуття. Для цього використовували золото, дорогоцінні камені, шкури ягуарів і пір'я птахів.

## Інші вироби
Використання тканин ацтеками був вельми різноманітним. Робили, у тому числі і на продаж, різні покривала, простирадла, килими, накидки. Спеціально для великого тлатоані та членів його родини вироблялися шпалери, тканини для обтягання м'яких меблів, скатертини, рушники та серветки.
Особливої розміру шматки бавовняної тканини використовувалися і як засіб обігу в торгівлі.

## Фарби і барвники
Використовувалися органічного і неорганічного походження. Їх робили з листя, квітів, коренів. Серед барвників тваринного походження найбільш важливою вважалася кошеніль (інтенсивно-червоного або темно-малинового кольору), яку отримували з висушених тілець комах (від їх назви походить і саме слово «кошеніль»), що живуть на кактусі (опунції). Кошеніль виробляли в Мексиканської долині і в суміжних районах Тлашкали і Пуебли.
Фарба жовтого кольору органічного походження («жовтий бальзам») носила назву ахін (axin). Її отримували з личинок, що живуть на дереві місцевої породи. Личинок збирали, підігрівали на вогні, а масу, що виділялася при цьому, збирали на лист кукурудзи і загортали.
Фарби рослинного походження були набагато більшим і різноманітніше — з тропічних районів доставляли жовту фарбу (xochipilli), який отримували з особливих квітів і звалася «фарба з жовтих квітів». З «блакитних квітів» отримували синю і блакитну фарбу (matlalli), а також світло-блакитну (texotli або xoquic) — в такий колір полюбляли фарбувати одяг. Для її отримання з тропічної рослини xiuhquilitl, з якої вичавлювали сік, що потім випарювали.
Помаранчеву фарбу отримували з насіння рослини achiyotl. Чорну фарбу (tlilli) отримували декількома способами: найчастіше її роль виконував вугільний порошок, що отримували при спалюванні сосни, пальми. Пальмовий барвник (tlilliocotl) готували в особливій посудині (tlicomalli). Червону фарбу отримували з насіння чагарнику анатта.